# Anton Kazmér
Anton Kazmér, též Antal Kazmér nebo Anton Kazmír (17. ledna 1942 Vinica – 28. srpna 2014 Balassagyarmat), byl slovenský a československý politik Komunistické strany Slovenska maďarské národnosti a poslanec Sněmovny lidu Federálního shromáždění za normalizace.

## Biografie
K roku 1971 se profesně uvádí jako předseda JZD. Ve volbách roku 1971 tehdy zasedl do Sněmovny lidu (volební obvod č. 178 – Veľký Krtíš, Středoslovenský kraj). Ve Federálním shromáždění setrval do konce funkčního období, tedy do voleb v roce 1976.
Od roku 1979 ho Státní bezpečnost evidovala jako zájmovou osobu.